# Фатима
Фатима (арап. فاطمة, „она што се одриче и суздржава") је арапско женско име. У турском и азерском, као и сјеверноафричким дијалектима арапског постоји варијанта Фатма. Персијски језик познаје варијанту Фатамеј, док варијанте берберског познају облик Фадма. Из историјских разлога и због арапског и исламског утицаја, ово име је раширено и код шпанаца и португалаца, као и њиховим потомцима у Америци и пише се Fátima. Код кинеских муслимана је раширена употреба варијанте овог имена у облику Ма (Mǎ, 馬).